# Rhabinogana defectipes
Rhabinogana defectipes là một loài bướm đêm trong họ Noctuidae.